# スターリング島
スターリング島（スターリングとう、Stirling Island、Sterling Island）は、ソロモン諸島のトレジャリー諸島にある、小さい方の島。

## 地理
スターリング島は、およそfourマイル (6.4 km)ほどの細長い島で、ショートランド島の17マイル (27 km)ほど南方、モノ島のすぐ南側に位置している。海抜標高はおよそ35メートル (115 ft)ほどである。スターリング島は、トレジャリー諸島最大の島であるモノ島からブランチ・ハーバーで隔てられている。スターリング島は、サンゴ礁から成っているが、このサンゴ礁はかつてモノ島の堡礁の一部であった。

## 住民
スターリング島には、定住している住民はいない。しかし、飛行場（モノ空港）や、その他の第二次世界大戦の連合軍の遺跡が残されている。

## 空軍基地
スターリング島に連合軍が上陸した後、この島は飛行場を設けるのに絶好の、自然に平坦で、サンゴ礁の硬い地表に恵まれた、淡水と、上陸に向いた砂浜のある場所であることがはっきりした。アメリカ海軍の第87海軍工兵大隊 (87th Naval Construction Battalion) の偵察隊「シービーズ (Seabees)」は、1943年11月1日に到着し、現地を調査して、4日後には当地について肯定的な報告を上げた。この報告に基づいて、当初はブーゲンビル島に設ける予定だった爆撃機用の滑走路「W」の建設を当地でおこなうことになった。
2011年5月、ソロモン諸島の首相ダニー・フィリップは、オーストラリア政府に対し、難民認定を求める人々を収容する施設を、空軍基地跡に設ける提案を繰り返した。この交渉は、ある程度進捗があったと考えられていたが、結局は打ち切られた。